# Alheña

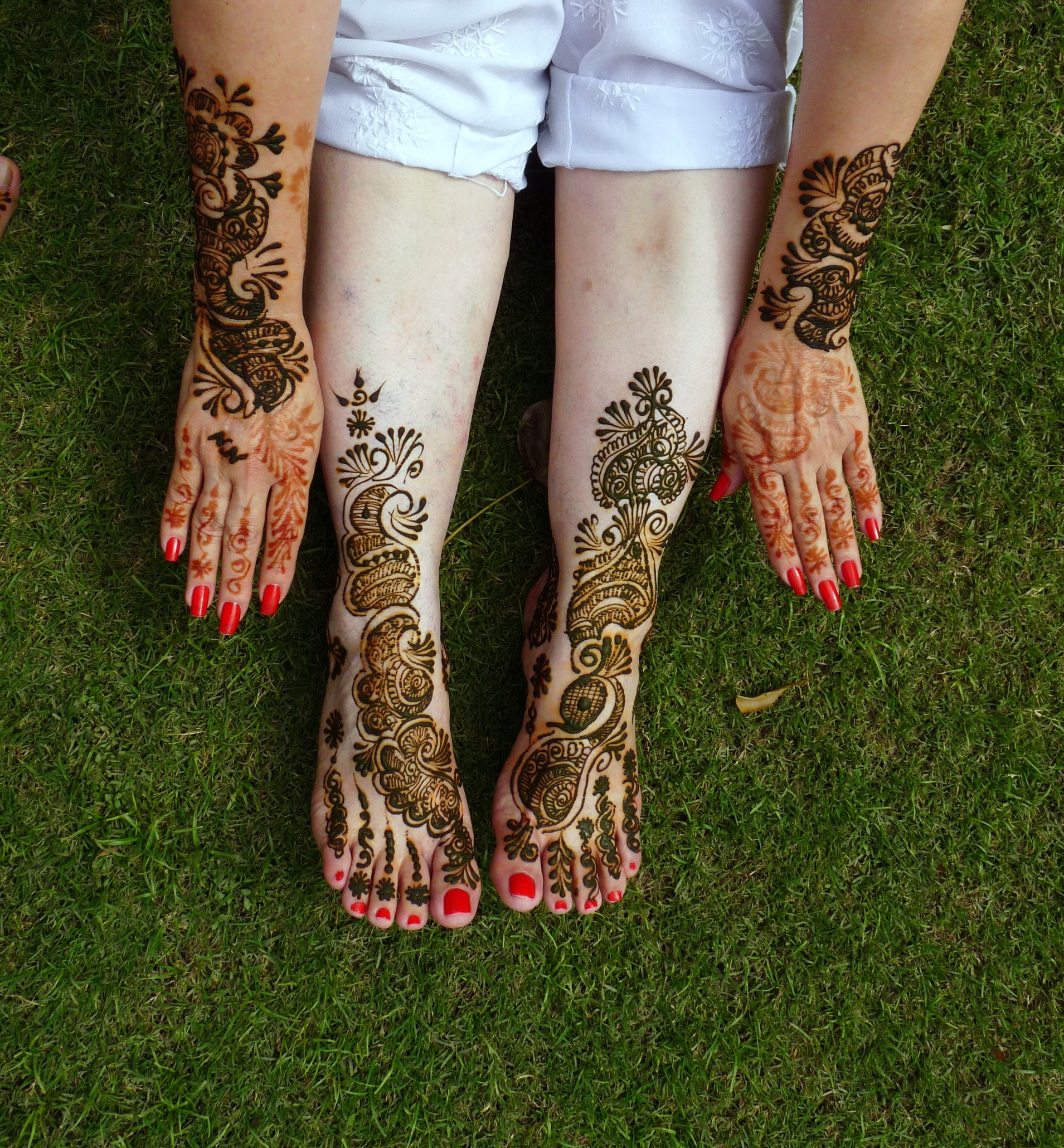
Pasta de alheña aplicada sobre la piel.

La alheña, arjeña, jena, gena o henna (del idioma árabe hispánico alḥínna, y este del árabe الحناء, al-ḥinnā´) es un tinte natural de color rojizo y que además se usa en una técnica de coloración de la piel llamada mehndi. Se hace con la hoja seca y el pecíolo triturado de la planta de Lawsonia alba Lam. (Lawsonia inermis L.), que es un arbusto de la familia de las oleáceas, de unos dos metros de altura, ramoso, con hojas casi persistentes, opuestas, aovadas, lisas y lustrosas; flores pequeñas, blancas y olorosas, en racimos terminales, y por frutos bayas negras, redondas y del tamaño de un guisante. Este tinte obtenido es de uso común en India, Pakistán, Irán, Yemen, Oriente Medio y África del Norte.
El término «tatuaje de henna» es figurativo, ya que los verdaderos tatuajes se realizan con agujas u otros utensilios que inyectan tinta o pigmentos debajo de la epidermis, a diferencia de la aplicación de pasta de henna, que son pigmentos que descansan sobre la superficie de la piel.
En español también se utiliza la denominación «henna» (pronunciado /jéna/) proveniente del inglés, que aparece en el Diccionario de la lengua española de la Real Academia. También se llama «alheña» a otra planta, el aligustre (Ligustrum vulgare), que es un seto o arbusto oleáceo.

## Historia
La alheña ha sido utilizada desde la Edad del Bronce para darle tinte a la piel, al pelo, uñas, cueros de animales, seda y lana.[cita requerida]
Hay menciones en los textos médicos de los Papiros de Ebers (siglo XVI a. C.) en Egipto.[cita requerida]
También se la mencionó en Roma durante el Imperio romano.[cita requerida]
La tintura de las palmas con cúrcuma (haldi, en sánscrito) es una costumbre antigua en la India. Las palabras sánscritas mendhī, mendhikā y raktagarbhā (que significan henna) no aparecen en el Rig-veda (el texto más antiguo de la India, de mediados del II milenio a. C.), el Majabhárata (texto epicorreligioso del siglo III a. C.) o los Puranas (que se comenzaron a componer en los primeros siglos de la era común)―. Alrededor del año 400 d. C. se la mencionó en los registros de la corte de algún rey indio.[cita requerida]
Originalmente se utilizaba solo en las palmas de las manos de las mujeres.[cita requerida]
Con el paso del tiempo, fue igual de común el uso entre los hombres.[cita requerida]
Uno de los diseños más tradicionales de la India es la representación del sol en la palma de la mano.[cita requerida]
El jurista sirio Ibn al-Qayyim (1292-1350) la nombra como una hierba medicinal utilizada por los sirios y por los egipcios.[cita requerida]
En Marruecos se utiliza la alheña desde hace varios siglos para teñir lana y ornamentar parches de tambores y otros artículos de cuero.[cita requerida]

### Reino de Granada

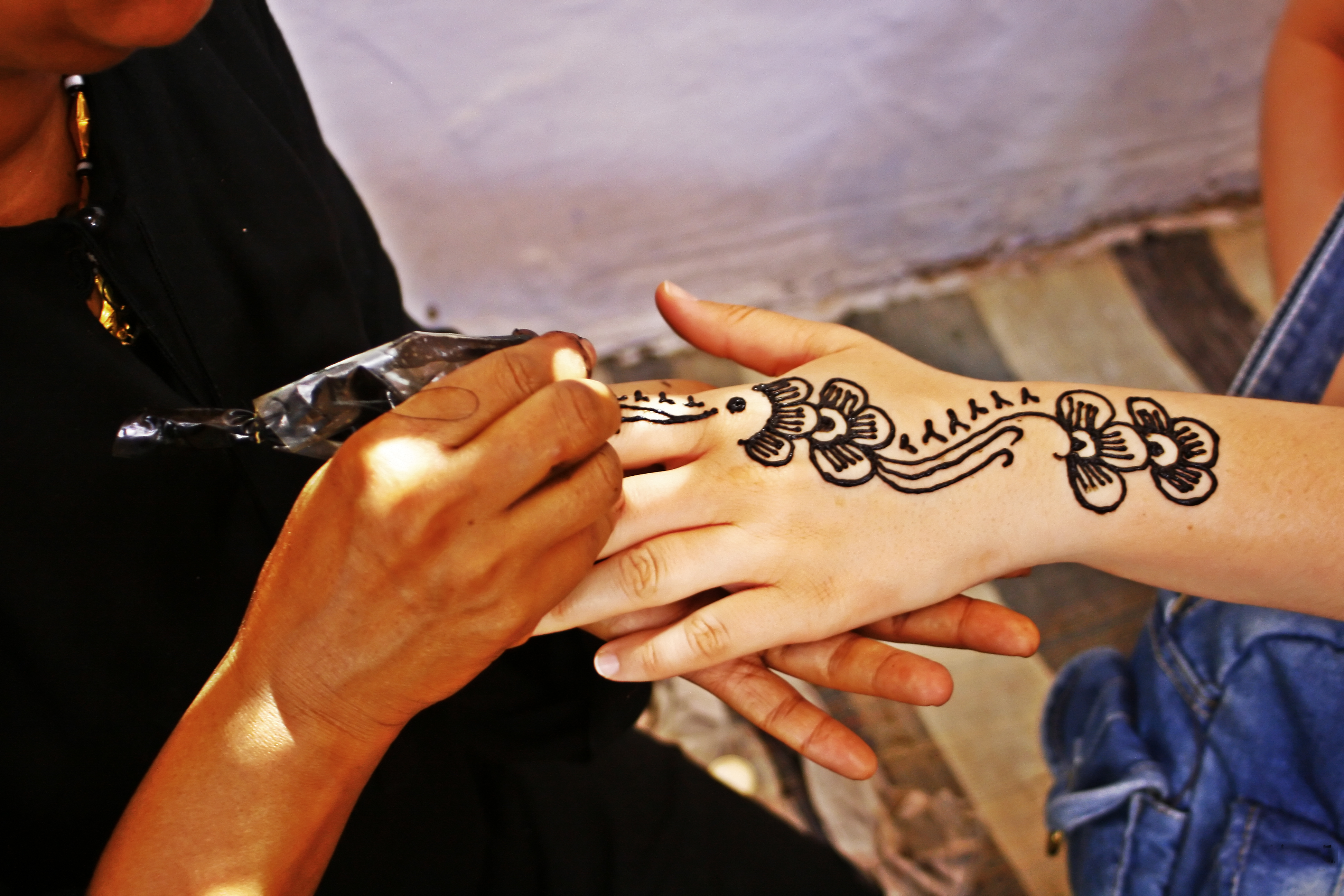
Tatuaje de jena.

En el reino nazarí de Granada se cultivó porque, según relata un cronista cristiano, «era muy preciada por los moros». Con ella se teñían y aderezaban el rostro y el cabello hombres y mujeres. Su uso fue prohibido a los moriscos convertidos a la fuerza al cristianismo tras la conquista de Granada por los Reyes católicos porque constituía uno de sus signos distintivos más característicos. Después de la expulsión de los moriscos en 1609-1614 se dejó de cultivar.

### En la actualidad
En varias partes del mundo se utiliza tradicionalmente en muchos festivales y celebraciones religiosas. Los patrones del diseño mehandi son bastante complejos y bellos y bastante diferentes según la zona, hay típicos diseños árabes, pakistaníes, marroquíes e indios. En algunas culturas también se emplea como ornamento nupcial.

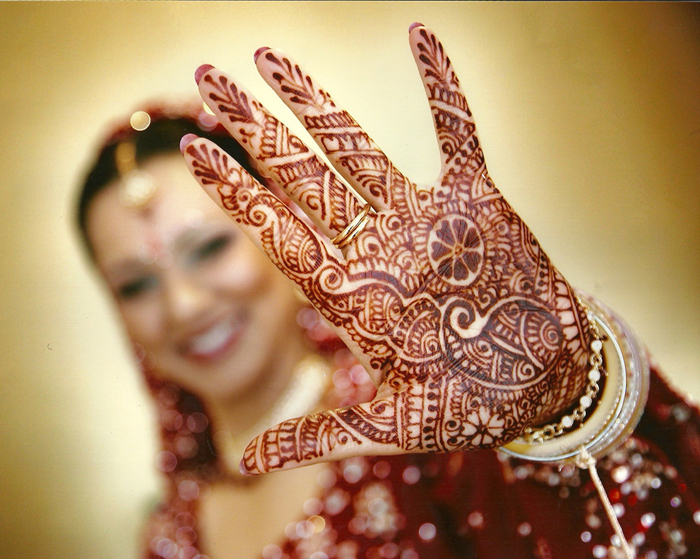
Tatuaje nupcial

Mendhi es la variante local de diseños de henna en el subcontinente indio. Las mujeres de Sri Lanka, Nepal, India, Bangladés, Pakistán y las islas Maldivas utilizan mendhi para ocasiones festivas, como bodas, eventos y ceremonias religiosas tradicionales.
En la tradición india se aplica normalmente en las bodas y festivales hindúes como Karva Chauth, Vat Purnima, Diwali, Bhai Dooj y Teej. En los festivales hindúes, muchas mujeres tienen la henna aplicada en las palmas de las manos y las plantas de los pies y, a veces en la parte posterior de sus hombros, y los hombres también en las manos, los brazos, las piernas, la espalda y el pecho. Para las mujeres, por lo general se dibuja en la palma, dorso de la mano y de los pies, donde el diseño será más claro debido a que la piel es más fina en el dorso que en la palma y contienen naturalmente menos del pigmento melanina. Musulmanes del subcontinente indio también se aplican mendhi durante sus festivales como el Eid-ul-Fitr y Eid-ul-Adha.
Durante más de cinco mil años, la aplicación de henna ha servido como un símbolo de buena suerte y salud. Generaciones de mujeres han utilizado una pasta hecha principalmente de las hojas y peciolos triturados de la planta mezcladas con aceites esenciales para cubrir sus manos y pies con diseños que van desde formas simples hasta patrones geométricos intrincados diseñados para alejar el mal, promover la fertilidad y atraer la buena energía.

## Usos
La henna ha sido usada desde hace miles de años por las mujeres indias para dar color y belleza al cabello. Su aplicación proporciona brillo al pelo, además de un bonito matiz rojizo, y también proporciona numerosos beneficios para el cuero cabelludo.
Entre los principales beneficios de la henna para el cabello cabe destacar:[cita requerida]
- Pelo más brillante, con más cuerpo y volumen.
- Pelo más fácil de desenredar.

La alheña también es buena como antimicótica, como conservante de cueros y telas y como repelente de algunos insectos. Las flores se han utilizado desde la antigüedad para crear perfumes.
Uno de los usos más comunes en la actualidad es utilizar la henna para dar color al vello de las cejas y pigmentar de manera temporal la piel de esa zona, teniendo una duración de una a dos semanas dependiendo la marca y el tipo de piel, hay diferentes tonalidades para elegir el tono más adecuado.
Procedimiento de preparación de la Henna para cejas ve el video tutorial Preparación y aplicación de Henna para cejas

## Preparación
Para preparar la pasta de alheña se trituran las hojas hasta conseguir un polvo verde parduzco y se mezcla con aceites esenciales. Cuando se aplica sobre la piel el tinte se vuelve naranja pálido y con el transcurso de las horas se va oscureciendo hasta llegar a un color café rojizo; dependiendo de la pigmentación de la piel, la «curva de color» puede tomar hasta 12 horas en alcanzar el color definitivo, el mismo se irá aclarando con el correr de los días.
La pasta de henna se aplica generalmente en la piel usando un cono hecho de una hoja de acetato o papel metalizado, en algunos lugares como Marruecos se usa una pequeña botella plástica con punta de metal.
Después de unos 15 a 20 minutos, la pasta se seca y comienza a agrietarse, para evitar que se seque y se desprenda, se puede ir aplicando sobre el diseño una mezcla de jugo de limón con azúcar para mantenerlo húmedo y lograr una mancha más oscura.

## Duración

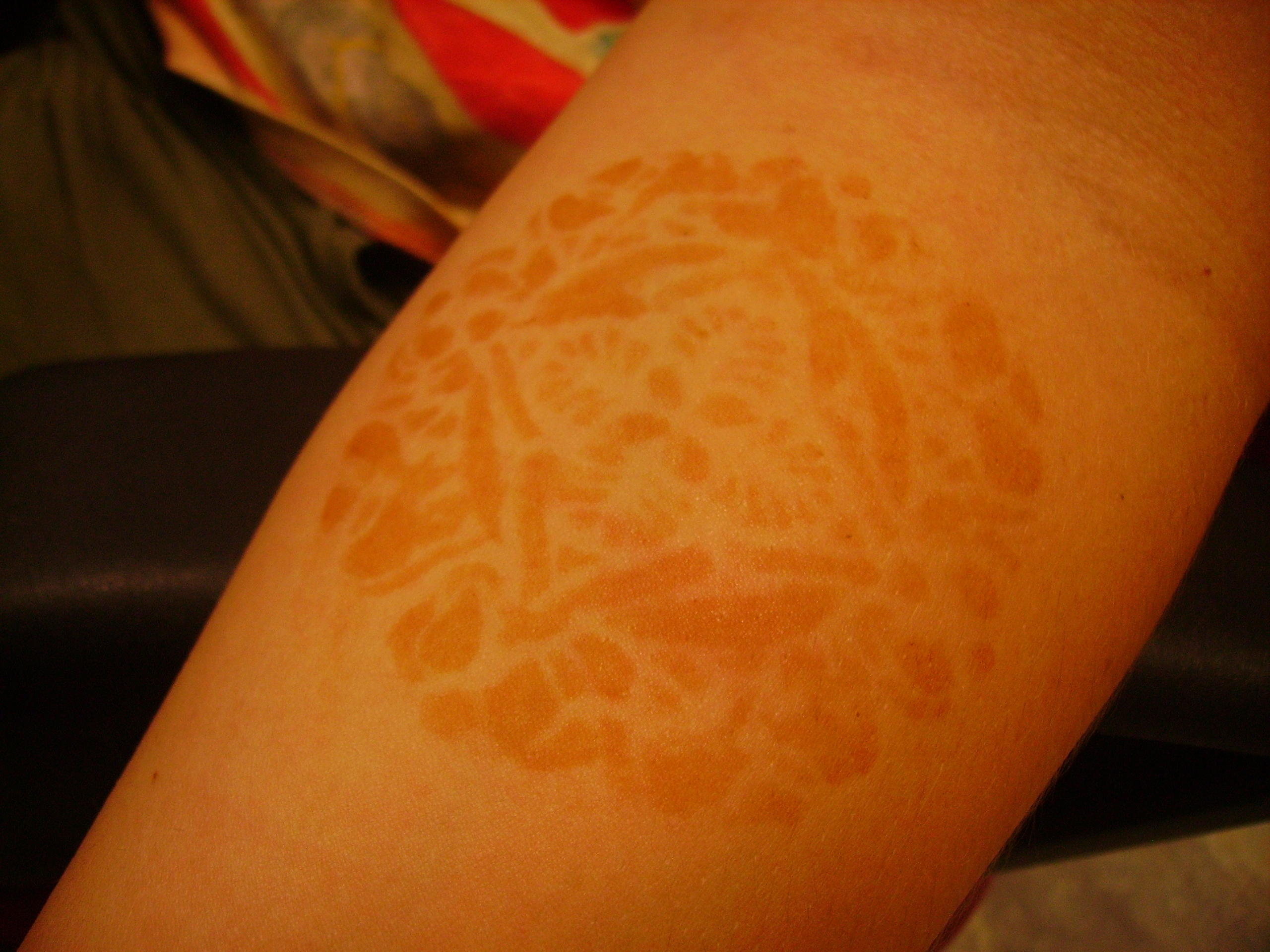
Dibujo ligeramente borroso, 24 horas después de haber sido aplicado.

En algunos países, especialmente en India, se vende la pasta de alheña en conos ya lista para su uso. La alheña penetra sólo las células muertas del estrato córneo cutáneo. La duración del tinte, de unos pocos días, varía en función del pH y del grosor de la piel y puede variar desde 5 a 15 días según la zona del cuerpo elegida para hacer el diseño.

## Color del tatuaje
Según la procedencia de la alheña el tinte varía: la de India, especialmente la de la zona de Rayastán suele ser de tonos más rojizos; la del sur suele ser más color marrón siena, la yemení y marroquí tienden a tonos marrones muy oscuros y eso se debe a la aridez de la zona en la que se cosecha la planta.
Algunos artistas en la actualidad acostumbran a envolver la zona del diseño (no es un método tradicional), se deja durante 2 a 6 horas, o, a veces durante la noche y luego se retira. Cuando se retira, el color del diseño henna es beige pálido a naranja oscuro y se oscurecerá gradualmente a través de la oxidación, en el transcurso de 24 a 72 horas. El color final es de color marrón rojizo y puede durar de una a tres semanas, dependiendo de la calidad y el tipo de pasta de henna aplicada, así como del lugar del cuerpo en el que se aplicó. La posterior hidratación de la piel con aceites naturales, como el árbol del té, de oliva, semillas de sésamo, eucalipto, lavanda o de coco, también ayudará a extender la vida útil de la mancha. La exfoliación de la piel hace que el «tatuaje» de jena se desvanezca.
El tinte no penetra de igual modo en todo el cuerpo, los colores más oscuros y duraderos se obtienen en las zonas de cuerpo con la piel más gruesa y menos grasa, como son las palmas de las manos y los pies. En segundo lugar están el resto de las manos, antebrazos, pies y piernas: el color sigue siendo llamativo y oscuro, pero comienza a desaparecer antes (a partir de 10 a 15 días). En el resto del cuerpo la alheña deja un hermoso tono naranja u ocre, visible pero nunca igual de definido. Para asegurarse el tono más oscuro posible y una larga duración del tatuaje se debe dejar la pasta por lo menos 6 horas, exponerla al sol u otra fuente de calor (así se activa el tinte), humedecer la pasta, si es necesario, con jugo de limón y no mojar la zona en las primeras 12 horas. Cuanto más tiempo permanezca la pasta sobre la piel, más oscura será la tinción. Las manchas de henna en las telas no salen.
La AEMPS (Agencia Española de Medicamentos y Productos Sanitarios) advirtió sobre el riesgo de realizarse tatuajes temporales a base de alheña negra, es decir, realizarse en la piel tatuajes sin inyección intradérmica, como suelen ofrecer en los eventos al aire libre o playas, porque puede desencadenar alergias graves.
La alheña auténtica nunca es negra. El producto así llamado resulta de la adulteración fraudulenta de esta planta con PPD (parafenilendiamina) para intensificar el color (de ahí lo de «negra»), acelerar la fijación o aumentar su persistencia. Este producto químico está prohibido en la mayoría de los países de la Unión Europea. Puede producir alergias que a veces tardan semanas en manifestarse. Llega a causar enrojecimiento, picor, ampollas o cicatrices permanentes.
En algunos países existe alheña preparada con tintes naturales de varios colores, sin riesgos, pero la capacidad del tinte se ve muy afectada, el dibujo se va en 3 o 4 días. y no es henna natural sino modificada, por lo que antes de su aplicación se debería ensayar en alguna porción de piel antes de usarla en superficies más extendidas.
La única manera de obtener un tatuaje temporal negro es mediante la tinta que procede de un fruto amazónico llamado «huito» o «jagua» (Genipa americana). Este se aplica con pincel y tiñe la piel del mismo modo que la alheña, y desaparece en unos cuatro o cinco días.